# Nova zakristija
[[]]
Nova zakristija (italijansko Sagrestia Nuova) je del bazilike sv. Lovrenca v Firencah, ena od Michelangelovih mojstrovin kot arhitekta in kot kiparja. Nastala kot nasprotna Stari zakristiji Brunelleschija in  Donatella, je danes del muzejskega kompleksa kapele Medičejcev.

## Zgodovina

### Prostori
Smrt dveh potomcev družine Medici, Giuliana, vojvode Nemourskega (1516) in Lorenza, vojvode Urbina (1519), je močno razjezila papeža Leona X., oziroma brata in strica obeh, ki sta se za svojo kariero potrudila pridobiti prve plemiške naslove, ki so krasili njihovo družino.
Pojav potrebe po pripravi knežjega pokopa zanje, kot je predlagal tudi njegov bratranec Julij, kardinal in nato papež Klemen VII. leta 1523, je dokončno zakril Michelangelov projekt fasade za sv. Lovrenca in umetnika vključil v nov projekt, ki je zadeval isto baziliko. Cerkev je bila pravzaprav stoletje prostor pokopavanja Medičejcev, toda takrat ni bilo prostora za ustvarjanje novega monumentalnega kompleksa: zgodovinska družinska kapela, Stara zakristija, avtorjev Brunelleschija in Donatella, je bila zbiranje treznega in izmerjenega ravnovesja, v katerega ni bilo mogoče dodati nobenega drugega okrasja brez ogrožanja celote; kripta, kjer so nekateri družinski člani, ni izpolnila želja pokroviteljev po pompoznosti in čaščenju. Niti za Lorenza Veličastnega in njegovega brata Giuliana še ni bil pripravljen vreden pokop, zato se je morala potreba po ustvarjanju novega okolja zdeti naravna, v kateri bi uredili posmrtne ostanke obeh "vojvod" (ali "kapitanov") in dva "veličastna".

### Oblikovanje
Za gradnjo je bil izbran Michelangelo, svež pri projektu fasade, za katero je pogodba dokončno prenehala marca 1520. Natančen dokument o dodelitvi ni znan, drugi dokumenti in pisma pa kažejo, da so že tega leta, od marca, začela dela za novo kapelo.
Zasnovano je bilo neodvisno okolje, simetrično in po razmerju podobno Brunelleschijevi  zakristiji, na križišču med transeptom in križiščem na severni strani. Izbrani tloris je bil popolnoma podoben modelu: s kvadratno podlago z majhno scarsello (apsido) na zahodni strani v razmerju 1/3 in dvema službenima predelkoma na obeh straneh scarselle, vse prekrito s kupolo z lanterno.
V fazi načrtovanja je Michelangelo razmišljal o različnih rešitvah, preden je izbral sedanjo različico. Bistvo zadeve je bilo, kako urediti štiri grobnice glede na razpoložljiv prostor, oltar in vhod. Prva ideja je vključevala grobnice, postavljene na vogalih ob stenah (marca 1520), vendar je že 23. oktobra istega leta Michelangelo kardinalu Juliju predstavil projekt s svetiščem v središču, ki vsebuje grobnice, in je prevzel prvotno idejo za grobnico Julija II.; ideja ni navdušila naročnika, ki je kljub nekaterim dvomom o razmerjih med edikulo in kapelo umetniku pustil popolno svobodo in ga vseeno prosil za razlagalno risbo. Ta je bila zagotovljena 21. decembra in ko so se dvomi obnovili, je kardinal v središču predlagal štiristranski lok: edikulo je Michelangelo sprva oblikoval kot dve braccia (stara mera 0,5836 m), morda prekratki, da bi lahko vsebovali grobnice, nato štiri, preširoke za razpoložljiv prostor.
Umetnik je zato opustil shemo grobov v središču in se odločil za njihovo razporeditev ob stenah ter preučil variante z enojnimi ali dvojnimi grobovi, vse do projekta, ki je bil opredeljen z enojnimi grobovi za vojvode v stranskih stenah in dvojnim za veličastne na stena nasproti oltarja. Končno so bili dokončani le tisti vojvode: leta 1521 je umrl papež Leon in dela so bila prekinjena.

### Druga faza
Z izvolitvijo na prestol Klemena VII. leta 1523, se je decembra istega leta umetnik vrnil k delu v baziliko sv. Lovrenca. Domnevalo se je, da bodo v njem tudi grobovi papeža Leona in v njegovem času Klemena VII. V zakristiji, vendar so to idejo kmalu opustili in raje izbrali kor bazilike. Na koncu sta bila oba pokopana v Santa Maria sopra Minerva v Rimu.
Spomladi 1524 je Michelangelo delal na glinenih modelih za skulpture, jeseni pa so prišli marmorji iz Carrare. Med letoma 1525 in 1527 so morali biti dokončani vsaj štirje kipi (vključno Noč in Aurora), štirje drugi pa so bili že definirani z modeli.
Leta 1526 je bila prva grobnica, Lorenzova, zazidana in 17. junija je umetnik poslal pismo v Rim, v katerem je zapisal: »Delam, kolikor je v moji moči in čez petnajst dni bom začel z drugim kapitanom, potem bodo ostale od pomembnih stvari le štiri reke. Štiri figure v su 'caissoni, štiri figure na tleh, ki so è Fiumi, in dva kapetana ter Naša gospa, ki gredo h grobnici, so figure, ki bi jih rad naredil z roko: in teh se je začelo šest, in dovolj je, da jih opravim v primernem času in delno naredim druge, ki niso tako pomembne«.
Zato se razume, da so poleg dejansko obstoječih skulptur ob vznožju grobnic ležale tudi štiri legorije rek (reke Had ali morda reke pod vladavino Medičejcev), od katerih je le model rečnega Boga (Dio fluviale) ostal pri Casa Buonarroti.

### Prekinitev in nadaljevanje dela
S hudim udarcem, ki ga je papež Klemen prejel med plenitvijo  Rima (1527), se je mesto Firence uprlo prevladi Medičejcev in pregnalo malo ljubljenega vojvodo Alessandra. Michelangelo je kljub temu, da so ga z Medičejci povezovali delovni odnosi, očitno stopil na stran republikanske frakcije, ki je kot odgovorna za utrdbe aktivno sodeloval pri obrambnih ukrepih pred obleganjem leta 1529-1530. Michelangelo je pobegnil iz mesta, vendar je bil razglašen za upornika in se je spontano predstavil, da bi se izognil resnejšim kazenskim ukrepom. Odpuščanje Klementa VII. ni dolgo čakalo, saj je umetnik takoj nadaljeval z delom v sv. Lovrencu, kjer je bil poleg zakristije pet let prej dodan projekt za monumentalno knjižnico. Jasno je, da je papeža bolj kot usmiljenje do človeka ganilo zavedanje, da se ne more odpovedati edinemu umetniku, ki je kljub svoji nehvaležni naravnanosti in pripravljen na izdajo oblikoval sanje o slavi njegove dinastije.
Aprila 1531 so se torej nadaljevala dela na zakristiji in do poletja je bilo treba dokončati še dva kipa in začeti tretjega. Znano je tudi, da je Lorenzov portret naslikan med letoma 1531 in 1534, Giulianov leta 1533 pa je bil dan Giovanniju Angelu Montorsoliju v dokončanje. V tem istem obdobju je umetnik pripravil dva alegorična kipa, Nebo in Zemljo, ki bi jih moral izklesati Tribolo in jih postaviti v niše ob straneh Giulianovega groba, a sta ostala prazna: očitno je bilo treba za grob Lorenza zagotoviti še dva. V vmesnem času, med letoma 1532 in 1533, je Giovanni da Udine delal na štukaturah in dekoracijah v kupoli, ki so bile nato odpravljene z Vasarijevo obnovo leta 1556, ki je pokrivala kupolo samo s štukaturo, kot je videti danes.
Medtem ko so dela vse bolj utrujeno napredovala (v istih letih je Michelangelo poleg knjižnice delal tudi na grobnici Julija II., za katero je pripravljal Sužnje), umetnik ni bil zadovoljen z mestno politično klimo, v Rimu ujel priložnost za nove naloge in leta 1534 zapustil Firence in tja nikoli več ni stopil. Čeprav je manjkala cela stena z grobovi "Magnifici" in je bilo treba ustvariti rečno božanstvo, kipe, štukature in freske, predvidene s pogodbo, je zakristija veljala za zaključeno delo.
Kipa svetnikov Kozme in Damijana, zaščitnika Medičejcev, sta po vzoru Buonarrotija izklesala Montorsoli oziroma Raffaello da Montelupo. Leta 1559 je na pobudo Cosima I. Medičejskega kapelo uredil po projektu Vasarija (odpoved fresk in štukatur Giovannija da Udine v oboku ni delo Vasarija, ampak Maria Luisa de' Medici, okoli 1740-1741): okolje je tako prevzelo svojo končno podobo.

## Arhitektura
Nova zakristija, rojena sredi tako burnih dogodkov, je zelo inovativno delo. Izhajajoč iz istega načrta Brunelleschijeve zakristije je Michelangelo prostor razdelil v bolj zapletene oblike, pri čemer je stene s tlemi na različnih ravneh obdelal popolnoma svobodno. Na njih je izrezal klasične elemente, kot so loki, stebri, ograje in vence, zdaj iz marmorja, zdaj pa iz pietra serena, vendar razporejeni v popolnoma nove figure in vzorce.
Stene temeljijo na trojni pregradi s kamnitimi stebri v kolosalnem redu. Na vogalih je osem vrat iste zasnove, zdaj resničnih, zdaj lažnih: okvirje nadgrajuje edikula, ki leži na polici, podprti z volutami, kar sovpada z arhitravom; okronajo jih krožni timpanoni, ki počivajo na majhnih stebrih, ki so združeni navznoter. V vsaki edikuli se odpre dvojna škatla, katere zgornja črta se dotika timpanona in ustvarja živahno igro črt. V notranjosti so namesto kipov ali bronastih reliefov, predvidenih v prvotnem projektu, reljefne girlande in patera.
V središču teh stranskih elementov, ki se ponavljajo v vseh stenah, je scarsella, na strani oltarja, nedokončana grobnica "Magnifici" in dva groba "vojvod" v stranskih stenah. Slednji imajo nad preprostimi profiliranimi ogledali v spodnji polovici v srednjem pasu notranjo tristransko pregrado, v se lahko vidi pravokotna niša s kipom pokojnika v sredini in na straneh, razdeljena s parnimi marmornimi stebri, dve niši z obokanim timpanonom na policah, naslonjenih na okvir, ki zavzemata in poenostavljata zasnovo niš nad portali. Grobnice so zato vstavljene v stene v interakciji z arhitekturo, namesto da bi se preprosto naslonile nanjo. Višje, na spodnji entablaturi, ki je prisotna samo na straneh grobnic, so reliefno prikazani girlande nad timpanoni, ograje, na katerih je okvir izražen s projiciranjem venca nad stebri, v sredini pa ploski pas, ki ga prekinja osrednji del volute, kar kaže na rimske loke. Nad celotnim obodom prostora teče entablatura v pietra serena, na kateri teče gladek bel friz in drugi oblikovan kamniti okvir. Na njem so postavili osrednji lok stene, širok tretjino površine, in majhne stebre v pietra sereni, ki še vedno delijo prostor na tri dele. Nad lokom nekaj vdolbinskih predelkov ustvarja rafinirano igro svetlobe; na straneh tega pasu, v osi s portali, so kamnita okna z razvitim trikotnim timpanonom, ki ustvarjajo učinek zoženja in s tem pospeševanja navzgor.
To doseže vrhunec v kasetirani kupoli, ki spominja na nagrobni spomenik par excellence, Panteon v Rimu. V tem delu mnogi vidijo pričakovanje kupole sv. Petra, ki jo je Michelangelo zasnoval v starosti, 30 let po zakristiji.
Poligonalne krogle lanterne, poživljeno z maskami, je avtor Piloto, verjetno po motivu Michelangela samega.

## Skulpture
Tema celotne kapele, kot poroča Condivi, je »Čas, ki porabi celoto«, torej globok razmislek o življenju človeka in o večnosti.
V obe stranski steni sta vgrajeni monumentalni grobnici, posvečeni Giulianu, vojvodi Nemourskemu in njegovemu nečaku Lorenzu, vojvodi Urbinskemu. Sprva je bilo treba na grob izklesati do pet skulptur, nato pa so jih zmanjšali na tri. Za nagrobne spomenike na obeh straneh kapele je Michelangelo ustvaril Alegorije časa, ki simbolizirajo zmago družine Medičejcev v daljšem časovnem obdobju. Štiri alegorije so postavljene nad grobovi, ob nogah vojvod. Eliptična črta, na kateri počivajo, je Michelangelov izum, ki predvideva krivulje baroka, kot na stopnišču Laurentijske knjižnice. Za grobnico Giuliana de' Medici je izbral Dan in Noč; za Lorenza Mrak in Auroro. Tudi štiri reke, nikoli narejene, so se morale spominjati stalnega in neustavljivega toka časa.
Za vse alegorije je značilno podaljšanje in zvijanje, na nekaterih delih pa se zdijo "nedokončane". Še posebej lepa je emblematična lega Dneva, obrnjena s hrbtom, ki prikazuje le skrivnostni izraz oči v komaj skiciranem obrazu, ali telo Noči, ki popolnoma predstavlja opustitev med spanjem. V renesansi, zlasti v okoljih, na katere vpliva florentinski neoplatonizem (Marsilio Ficino), Noč znova odkrije svoje lastnosti Prvinske Matere in je povezana s podobo Lede. Položaj boginje z nagnjeno glavo izraža odnos Noči z melanholičnim temperamentom. Sova in maki sta simbola smrti in spanja, dveh otrok dvojčkov noči. Po naukih orfizma in pitagorejstva je Leda v Noči poosebitev dvojne teorije smrti, po kateri radost in bolečina sovpadata. Zdi se, da je Aurora pri prebujanju in z bolečino spoznala, da so Lorenzove oči za vedno zaprte. Ženske figure, kot se to dogaja tudi na freskah obokov Sikstinske kapele v Rimu, imajo moške lastnosti, na primer velika ramena ali mišičasti boki: moško telo v gibanju je pravzaprav ponavljajoča se tema vse Michelangelove produkcije, tudi ko gre za upodobitev žensk.
Kar se tiče portretov vojvod, jih je Michelangelo izklesal v dveh nišah nad groboma, obrnjena drug proti drugemu, oba oblečena kot rimska voditelja. Te skulpture, s pozornostjo do najmanjših podrobnosti, so idealizirane in ne reproducirajo resničnih značilnosti, vendar imata še vedno močan psihološki značaj (Giuliano, ki sedi v ponosni drži s poveljniškim osebjem, je bolj ošaben in odločen, medtem ko je Lorenzo v premišljeni pozi bolj melanholičen in meditativen). Priljubljeno izročilo pravi, da je nekdo kritiziral majhno podobnost portreta z resničnimi značilnostmi Giuliana, Michelangelo, ki se je zavedal, da bo njegovo delo sčasoma predano, je odgovoril, da v desetih stoletjih nihče ne bi opazil. Giuliano pooseblja aktivno življenje, eno od dveh poti, ki vodita k Bogu, njegovo žezlo pa namiguje na kraljevsko moč, značilno za rojene pod Jupitrovim znakom. Kovanci so simbol velikodušnosti in kažejo, kako se aktiven človek rad "preživi" v akciji. Lorenzo, znan po vzdevku "zamišljen", predstavlja kontemplativni odnos. Obraz v senci spominja na facies nigra Saturna, zaščitnika melanholije. Kazalec na ustih zasleduje saturnski motiv tišine. Ležeča roka je ikonografski topos melanholičnega razpoloženja. Zaprta skrinja, ki leži na eni nogi, je aluzija na varčnost, lastnost, značilno za Saturnove temperamente.
Oba kipa gledata proti steni kapele, kjer je Michelangelo ustvaril in postavil Madono z otrokom. S svojim pogledom na sveto upodobitev vojvode izražajo umetnikove verske nagnjenosti, po katerih lahko, ko mine zemeljska slava, le duhovnost in vera razbremenita človeško tesnobo. Poleg Madone sta dva zavetnika družine Medici, svetnika Kozma in Damijan: na desni Kozma, ki ga je izdelal Montorsoli (1537), na levi pa Damijan, Raffaella da Montelupa (1531).
Tri kipe je nato postavil Vasari na preprosto marmorno skrinjo, v kateri sta pokopana Lorenzo Veličastni in njegov brat Giuliano de' Medici, za katerega nikoli ni bilo časa za izgradnjo monumentalne grobnice.

### Seznam
- Medičejska Madona (1521-1534)
- Grobnica Lorenza Medičejskega Veličastnega, vojvode Urbina
  - Portret Lorenza Medičejskega Veličastnega, vojvode Urbina (približno 1525)
  - Aurora (1524-1527)
  - Mrak (1524-1531)
- Grobnica Giuliana de' Medici, vojvode Nemourskega
  - Portret Giuliana de' Medici, vojvode Nemourskega (1526-1534)
  - Noč (1526-1531)
  - Dan (1526-1531)

- Portret Lorenza Medičejskega Veličastnega
- Mrak
- Aurora
- Portret Giuliana de' Medici, vojvode Nemourskega
- Noč
- Dan

### Druge skulpture, povezane z novo zakristijo
- Dio fluviale, Accademia delle arti del disegno, Firenze (ok. 1524)
- Ragazzo accovacciato (forse), Ermitaž, Sankt Peterburg (ok. 1524)

- Čepeči mladenič
- Dio fluviale

## Grafiti
Na stenah scarsella’’ je vidna vrsta grafitov in arhitekturnih motivov, ki jih je mogoče pripisatii Michelangelovim pomočnikom. Od lovskih vrat v sobi levo od oltarja vstopite v drugo majhno sobo, kamor bi se umetnik lahko umaknil v samoti. Na stenah te sobe je bilo odkritih veliko risb grafitov, ki jih je mogoče pripisati samemu Michelangelu; del, skrbno katalogiziranih in pred kratkim obnovljenih, zaradi ohranjanja ni mogoče obiskati, ampak jih je mogoče uporabiti prek interaktivne postaje, ki se nahaja za oltarjem in v drugih Michelangelovih krajih, raztresenih po mestu..